# Hekistocarpa minutiflora
Hekistocarpa minutiflora är en måreväxtart som beskrevs av Joseph Dalton Hooker. Hekistocarpa minutiflora ingår i släktet Hekistocarpa och familjen måreväxter. Inga underarter finns listade i Catalogue of Life.